# Harbridge
Harbridge är en by i civil parish Ellingham, Harbridge and Ibsley, i distriktet New Forest, i grevskapet Hampshire i England. Byn är belägen 4 km från Fordingbridge. Harbridge var en civil parish fram till 1932 när blev den en del av Harbridge and Ibsley. Civil parish hade 276 invånare år 1931. Byn nämndes i Domedagsboken (Domesday Book) år 1086, och kallades då Herdebrige.